# Ludon-Médoc
Pour les articles homonymes, voir Médoc (homonymie).
Ludon-Médoc est une commune du Sud-Ouest de la France, située dans le département de la Gironde (région Nouvelle-Aquitaine). En particulier, elle est reconnue pour sa production viticole, ses élevages équins, et sa tonnellerie à l'antique savoir-faire.

## Géographie

### Localisation
Commune de l'aire d'attraction de Bordeaux située dans le Médoc à une vingtaine de kilomètres au nord de Bordeaux.
La commune de Ludon-Médoc est constituée d'un marais de 300 hectares dont 150 appartiennent à la commune sous le nom du « communal » servant aux agriculteurs pour le bétail.
80 hectares appartiennent à la fédération départementale des chasseurs au domaine de Pachan et la surface restante appartient à des propriétaires privés, le marais de rigaud.
La totalité de ce marais est alimentée en eau par un système hydraulique depuis la Garonne.
En 2015, la municipalité a lancé un plan de reconquête du marais communal.

### Communes limitrophes
Les communes limitrophes sont Macau, Le Pian-Médoc, Parempuyre, Saint-Louis-de-Montferrand et Ambès.
|               | Macau       | Ambès                      |
| Le Pian-Médoc | Ludon-Médoc |                            |
|               | Parempuyre  | Saint-Louis-de-Montferrand |

### Hydrographie
La Garonne arrose l'est de la commune. On note aussi la présence de deux cours d'eau mineurs : la Mouline et l'Aygue Longue.
Contre la Garonne, le marais de Ludon appartient au vaste marécage qui couvre les communes de Ludon, de Parempuyre, de Blanquefort et de Bruges. L'assainissement de cette importante étendue de terre et d'eau fut initié à la fin du XVIe siècle par les ingénieurs Conrad Gaussens et Humphrey Bradley. Au moyen de canaux de drainage, d'écluses et de hautes digues, son assèchement permit de rendre les terres cultivables ; les aménagements du grand marais nord de Bordeaux préservent toujours la ville des crues du fleuve.

### Climat
Pour des articles plus généraux, voir Climat de la Nouvelle-Aquitaine et Climat de la Gironde.
Historiquement, la commune est exposée à un climat océanique aquitain.  
En 2020, Météo-France publie une typologie des climats de la France métropolitaine dans laquelle la commune est exposée à un climat océanique et est dans la région climatique  Aquitaine, Gascogne, caractérisée par une pluviométrie abondante au printemps, modérée en automne, un faible ensoleillement au printemps, un été chaud (19,5 °C), des vents faibles, des brouillards fréquents en automne et en hiver et des orages fréquents en été (15 à 20 jours).
Pour la période 1971-2000, la température annuelle moyenne est de 13,2 °C, avec une amplitude thermique annuelle de 14,5 °C. Le cumul annuel moyen de précipitations est de 926 mm, avec 12,4 jours de précipitations en janvier et 6,6 jours en juillet. Pour la période 1991-2020, la température moyenne annuelle observée sur la station météorologique la plus proche, située sur la commune de Saint-Gervais à 12 km à vol d'oiseau, est de 13,9 °C et le cumul annuel moyen de précipitations est de 824,9 mm,. Pour l'avenir, les paramètres climatiques de la commune estimés pour 2050 selon différents scénarios d’émission de gaz à effet de serre sont consultables sur un site dédié publié par Météo-France en novembre 2022.

## Urbanisme

### Typologie
Au 1er janvier 2024, Ludon-Médoc est catégorisée ceinture urbaine, selon la nouvelle grille communale de densité à sept niveaux définie par l'Insee en 2022.
Elle appartient à l'unité urbaine de Ludon-Médoc, une unité urbaine monocommunale constituant une ville isolée,. Par ailleurs la commune fait partie de l'aire d'attraction de Bordeaux, dont elle est une commune de la couronne,. Cette aire, qui regroupe 275 communes, est catégorisée dans les aires de 700 000 habitants ou plus (hors Paris),.

### Occupation des sols

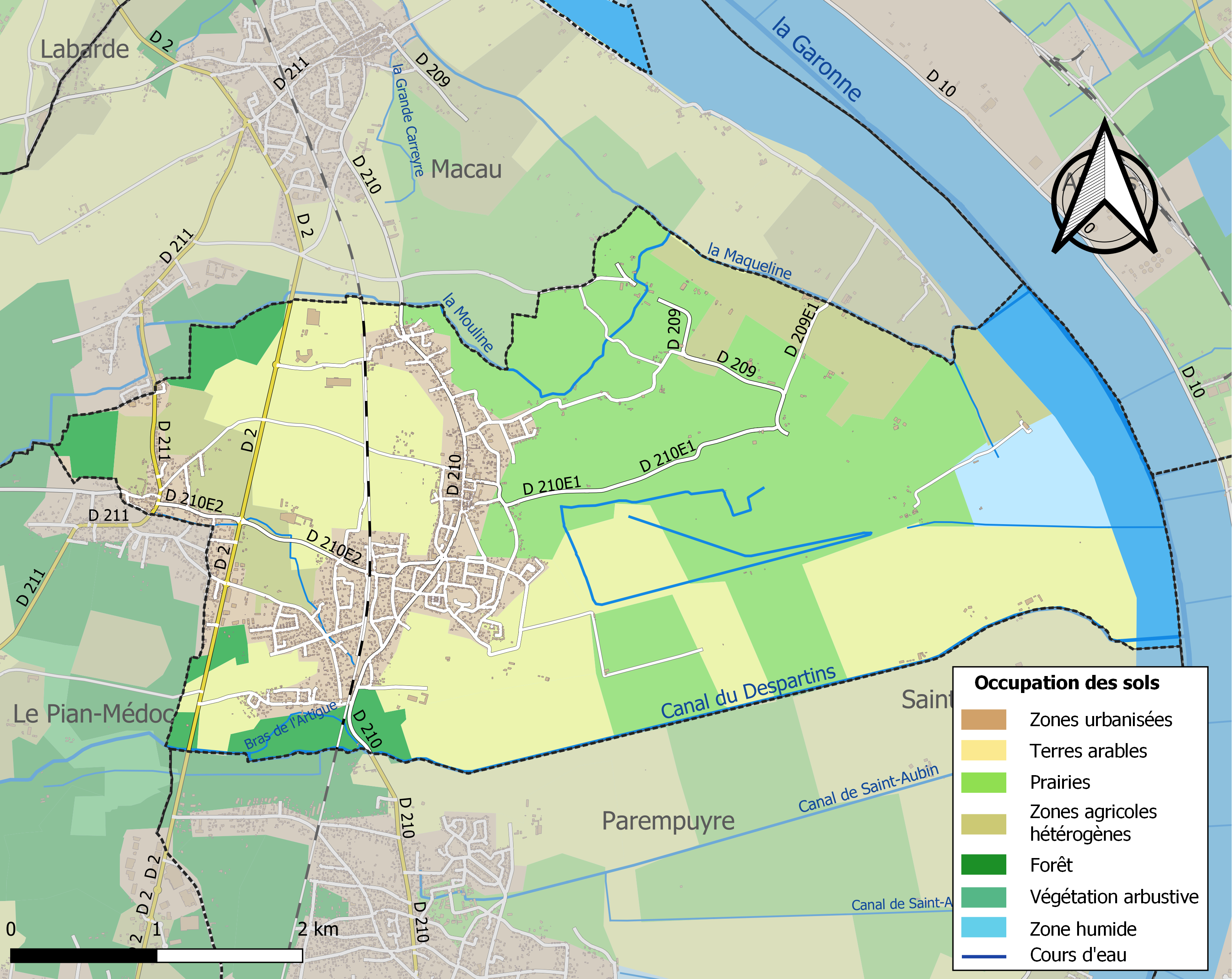
Carte des infrastructures et de l'occupation des sols de la commune en 2018 (CLC).

L'occupation des sols de la commune, telle qu'elle ressort de la base de données européenne d’occupation biophysique des sols Corine Land Cover (CLC), est marquée par l'importance des territoires agricoles (75 % en 2018), en diminution par rapport à 1990 (79,4 %). La répartition détaillée en 2018 est la suivante : 
prairies (32,3 %), terres arables (16,4 %), cultures permanentes (16,4 %), zones urbanisées (12,6 %), zones agricoles hétérogènes (9,9 %), eaux continentales (4,8 %), forêts (4,6 %), zones humides intérieures (3 %). L'évolution de l’occupation des sols de la commune et de ses infrastructures peut être observée sur les différentes représentations cartographiques du territoire : la carte de Cassini (XVIIIe siècle), la carte d'état-major (1820-1866) et les cartes ou photos aériennes de l'IGN pour la période actuelle (1950 à aujourd'hui).

### Risques majeurs
Le territoire de la commune de Ludon-Médoc est vulnérable à différents aléas naturels : météorologiques (tempête, orage, neige, grand froid, canicule ou sécheresse), inondations et séisme (sismicité faible). Il est également exposé à un risque technologique,  et  le risque industriel. Un site publié par le BRGM permet d'évaluer simplement et rapidement les risques d'un bien localisé soit par son adresse soit par le numéro de sa parcelle.

#### Risques naturels
La commune fait partie du territoire à risques importants d'inondation (TRI) de Bordeaux, regroupant les 28 communes concernées par un risque de submersion marine ou de débordement de la Garonne, un des 18 TRI qui ont été arrêtés fin 2012 sur le bassin Adour-Garonne. Les crues significatives qui se sont produites au XXe siècle, avec plus de 6,70 m mesurés au marégraphe de Bordeaux sont celles du 27 décembre 1999 (7,05 m, débit de la Garonne de 700 m3/s), du 13 décembre 1981 (6,85 m, 1500 à 2 000 m3/s), du 19 mars 1988 (6,84 m, 4 000 m3/s), du 7 février 1996 (6,77 m, 1 000 m3/s) et du 28 avril 1998 (6,73 m, 2 700 m3/s). Au XXIe siècle, ce sont celles liées à la tempête Xynthia du 28 février 2010 (6,92 m, 816 m3/s) et du 31 janvier 2014 (6,9 m, 2500 à 3 000 m3/s). Des cartes des surfaces inondables ont été établies pour trois scénarios : fréquent (crue de temps de retour de 10 ans à 30 ans), moyen (temps de retour de 100 ans à 300 ans) et extrême (temps de retour de l'ordre de 1 000 ans, qui met en défaut tout système de protection). La commune a été reconnue en état de catastrophe naturelle au titre des dommages causés par les inondations et coulées de boue survenues en 1982, 1994, 1999, 2009, 2018 et 2020,.

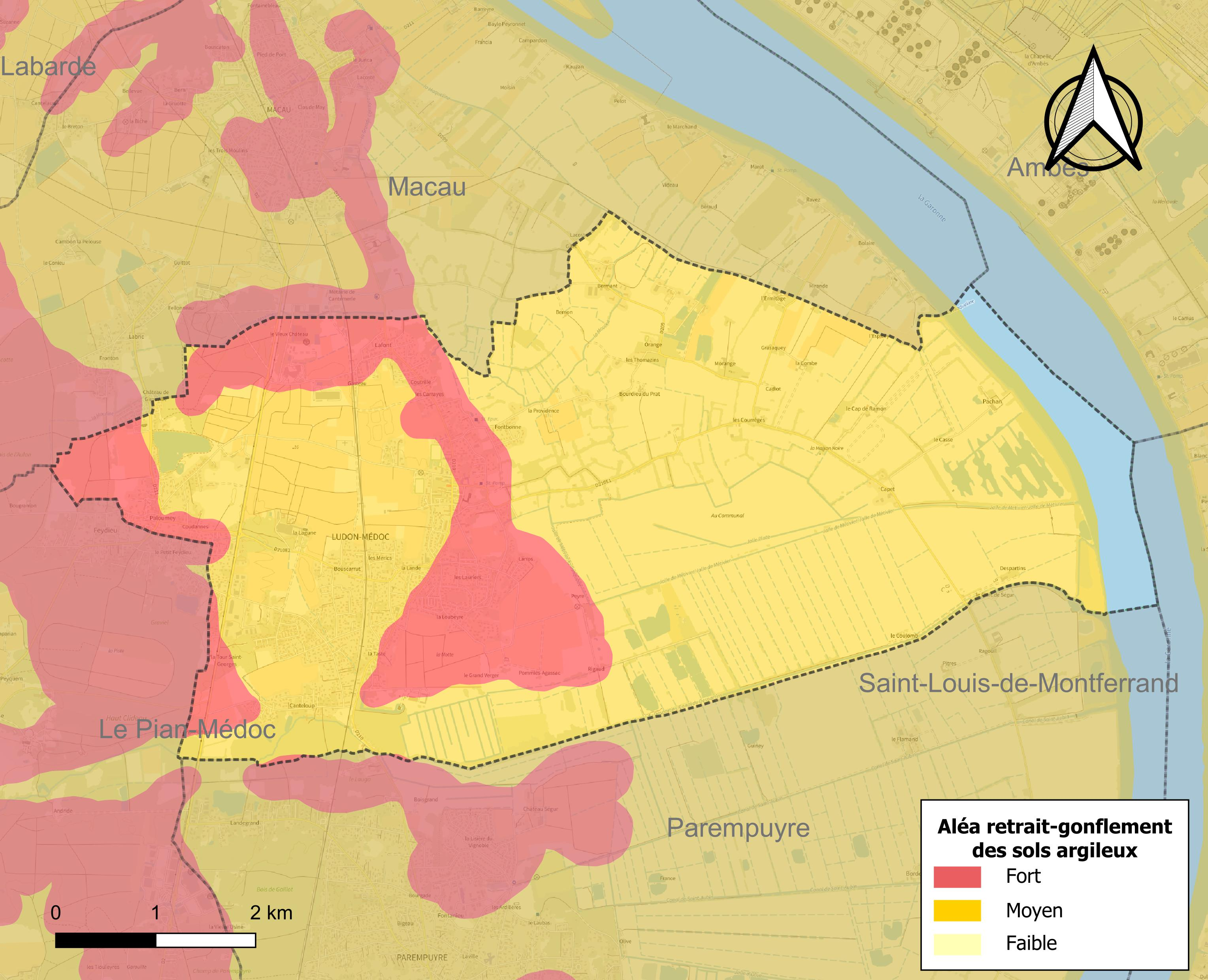
Carte des zones d'aléa retrait-gonflement des sols argileux de Ludon-Médoc.

Le retrait-gonflement des sols argileux est susceptible d'engendrer des dommages importants aux bâtiments en cas d’alternance de périodes de sécheresse et de pluie. 96,1 % de la superficie communale est en aléa moyen ou fort (67,4 % au niveau départemental et 48,5 % au niveau national). Sur les 1 832 bâtiments dénombrés sur la commune en 2019,  1 832 sont en aléa moyen ou fort, soit 100 %, à comparer aux 84 % au niveau départemental et 54 % au niveau national. Une cartographie de l'exposition du territoire national au retrait gonflement des sols argileux est disponible sur le site du BRGM,.
Par ailleurs, afin de mieux appréhender le risque d’affaissement de terrain, l'inventaire national des cavités souterraines permet de localiser celles situées sur la commune.
Concernant les mouvements de terrains, la commune a été reconnue en état de catastrophe naturelle au titre des dommages causés par la sécheresse en 2003, 2012 et 2017 et par des mouvements de terrain en 1999.

#### Risques technologiques
La commune est exposée au risque industriel du fait de la présence sur son territoire d'une entreprise soumise à la directive européenne SEVESO.

## Toponymie
Le nom de Ludon vient d'un ancien Ludedon (1294, 1326). Il est vraisemblablement basé sur un radical prélatin lut-, généralement associé à la notion de « marais », élargi d'une terminaison -eton non usuelle (les toponymes en -on s'analysent pour beaucoup comme des noms de domaine basés sur le nom de leur propriétaire (période historique) ; d'autres seraient des formations prélatines).

## Histoire
Dès le XIe siècle, l'existence du village est attestée par une donation faite en la paroisse de Ludon en l'an 1122.
Les bords de Garonne, jadis très proches du village, étaient jalonnés de châteaux. Ceux-ci jouaient le rôle d'avant-postes pouvant alerter les habitants de Bordeaux des éventuels attaquants et dangers arrivant par le fleuve.
Si l'on ne possède pas de traces antérieures au XIe siècle, deux indices permettent toutefois d'envisager une occupation humaine très ancienne : la proximité de la voie antique qui reliait Burdigala à Noviomagus, et l'évocation par Ausone, poète latin du IVe siècle, du peuple des Meduli, ancêtres éponymes de la région. Peut-être les fouilles archéologiques entreprises sur l'ancienne motte de Cante-Merle apporteront-elles un éclairage nouveau.
À partir du XVIIe siècle, Ludon-Médoc doit sa richesse à la culture de la vigne et du blé, ainsi qu'à l'élevage des chevaux. En particulier, on y note la présence de plusieurs écuries de course au début du XXe siècle.
En 2014, le Maire Benoit SIMIAN achète le château d’Arche pour y installer la Mairie de Ludon-Médoc et réaliser des travaux d’extension de l’école Maternelle.

## Politique et administration

### Tendances politiques et résultats
En juin 2017 le Maire Benoit SIMIAN est élu député de la Gironde, il est frappé par la règle du non cumul des mandats, il confie qu’a 34 ans il n’a à aucun moment envisagé sa succession.
En août 2018, le Maire qui lui a succédé essuie 10 démissions et Benoit SIMIAN décide de ne pas se représenter pour ne pas rajouter du désordre au désordre.

### Liste des maires
| Période | Période | Identité                   | Étiquette | Qualité |
| ------- | ------- | -------------------------- | --------- | ------- |
| 1792    | 1800    | Jean Calamin               |           |         |
| 1800    | 1813    | Jean Brousse               |           |         |
| 1813    | 1816    | Jean de Pommier            |           |         |
| 1816    | 1821    | Pierre Desmirail           |           |         |
| 1821    | 1830    | Jacques Bertrand d'Audebar |           |         |
| 1830    | 1831    | Jean Baptiste Casterat     |           |         |
| 1831    | 1840    | Godefroy Labarthe          |           |         |
| 1840    | 1841    | Jean Baptiste Casterat     |           |         |
| 1841    | 1848    | Jean Gabriel Aimé Richier  |           |         |
| 1848    | 1848    | Joseph Jules Labarthe      |           |         |
| 1848    | 1853    | Jacques Mond               |           |         |
| 1843    | 1870    | Joseph Jules Labarthe      |           |         |
| 1870    | 1872    | Georges Duchesne           |           |         |
| 1872    | 1875    | Joseph Jules Labarthe      |           |         |
| 1875    | 1882    | Jean Gabriel Richier       |           |         |
| 1882    | 1887    | Jean Goubineau             |           |         |
| 1887    | 1902    | Jean Gabriel Richier       |           |         |
| 1902    | 1920    | Honoré Renetaud            |           |         |
| 1920    | 1931    | Paul Duchesne              |           |         |
| 1931    | 1938    | Marcel Laroza              |           |         |
| 1938    | 1941    | Charles Pineau             |           |         |
| 1941    | 1942    | François Léon Bordessoule  |           |         |
| 1942    | 1944    | Pierre Paule               |           |         |

| Période                                  | Période        | Identité        | Étiquette    | Qualité                                                                   |
| ---------------------------------------- | -------------- | --------------- | ------------ | ------------------------------------------------------------------------- |
| 1944                                     | 1974           | André Hertig    |              |                                                                           |
| 1974                                     | 1977           | René Cricq      |              |                                                                           |
| 1977                                     | mars 2014      | Joseph Forter   | PS           |                                                                           |
| mars 2014                                | septembre 2017 | Benoît Simian   | PS puis LREM | Cadre RH SNCF Député de la Gironde 5éme circonscription Médoc 2017 - 2022 |
| septembre 2017 puis octobre 2018         | En cours       | Philippe Ducamp | DVG          | Proviseur, conseiller départemental depuis 2021                           |
| Les données manquantes sont à compléter. |                |                 |              |                                                                           |

## Démographie
| 1793  | 1800 | 1806 | 1821 | 1831 | 1836  | 1841  | 1846  | 1851  |
| ----- | ---- | ---- | ---- | ---- | ----- | ----- | ----- | ----- |
| 1 008 | 924  | 887  | 954  | 997  | 1 052 | 1 070 | 1 112 | 1 093 |

| 1856  | 1861  | 1866  | 1872  | 1876  | 1881  | 1886  | 1891  | 1896  |
| ----- | ----- | ----- | ----- | ----- | ----- | ----- | ----- | ----- |
| 1 146 | 1 141 | 1 158 | 1 193 | 1 267 | 1 325 | 1 338 | 1 406 | 1 441 |

| 1901  | 1906  | 1911  | 1921  | 1926  | 1931  | 1936  | 1946 | 1954  |
| ----- | ----- | ----- | ----- | ----- | ----- | ----- | ---- | ----- |
| 1 417 | 1 411 | 1 273 | 1 238 | 1 114 | 1 073 | 1 022 | 988  | 1 089 |

| 1962  | 1968  | 1975  | 1982  | 1990  | 1999  | 2006  | 2008  | 2013  |
| ----- | ----- | ----- | ----- | ----- | ----- | ----- | ----- | ----- |
| 1 256 | 1 504 | 1 656 | 2 297 | 2 837 | 3 327 | 3 818 | 3 958 | 4 318 |

| 2018  | 2022  | - | - | - | - | - | - | - |
| ----- | ----- | - | - | - | - | - | - | - |
| 4 934 | 5 466 | - | - | - | - | - | - | - |

Au XXe siècle, Ludon-Médoc connaît un essor démographique considérable, sa population passant du simple au triple de 1954 à 1999, puis atteindre 4 160 habitants en 2010. Aujourd'hui, si la population agricole diminue au profit des employés et des ouvriers, le territoire de la commune conserve néanmoins un caractère agricole dominant.

## Économie
- Appellation haut-médoc.

## Culture locale et patrimoine

### Lieux et monuments

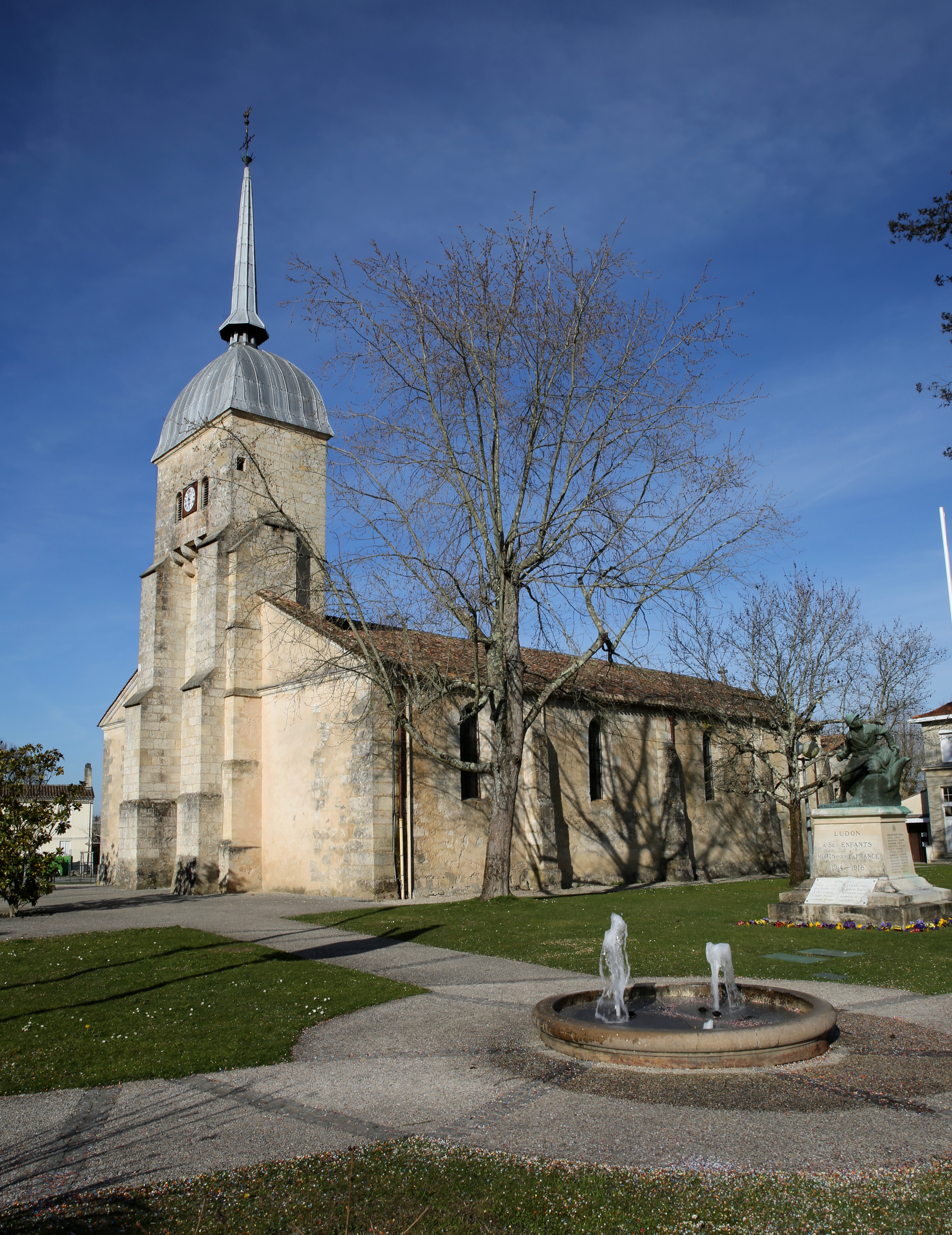
L'église Saint-Martin de Ludon.

- L'église Saint-Martin, de conception romane, datant du XIe ou du XIIe siècle[1]. Ce sont probablement les guerres de religion qui entraînèrent sa fortification, avec la construction d'un mâchicoulis au XVe ou au XVIe siècle. Au XIXe siècle, le clocher se verra coiffé d'un toit à l'impériale prolongé d'une fine flèche couverte de plomb[2]. Elle est inscrite à l'Inventaire général du patrimoine culturel[31].
- La mairie, bâtiment en pierres de taille et doté de tourelles, datant du XIXe siècle, est l'une des demeures de caractère de cette époque les mieux conservées de la commune[1]. L'une des tourelles possède un toit-terrasse et est munie d'une plaque marquée « La Providence »[1]. Le 13 octobre 1990, la mairie nouvellement installée fut inaugurée par M. Laurent Fabius[1], président de l'Assemblée nationale. Depuis le 19 septembre 2015 ce bâtiment accueille la maison de la culture regroupant l'école de musique municipale et la bibliothèque municipale.

La mairie se situe depuis septembre 2015 dans le bâtiment du Château d'Arche inauguré par le maire et son conseil municipal, en présence de nombreuses personnalités politiques locales.
- Le château d'Agassac ;
- Le château Bacalan, chartreuse inscrite aux Monuments Historiques depuis 1994 et caractéristique par son environnement de dépendances agricoles, son niveau unique aux élévations modestes et les petits appartements situés aux extrémités du logis ;
- Le château La Lagune, chartreuse à escalier de pierre orné de fer forgé donnant sur un parc arboré ;
- Le domaine Lemoyne-Nexon, dont la chartreuse bâtie au XVIIIe siècle est un modèle du genre en Bordelais, disposant d'un seul niveau d'habitation, légèrement surélevé par une cave en soubassement, et s'ouvrant côté jardin par un avant-corps orné d'un fronton sculpté[2] ;
- Le moulin de Poulet est un moulin à eau, anciennement attaché à la seigneurie d'Agassac. Il existait déjà au XIVe siècle, mais pourrait être bien plus ancien. À l'intérieur se trouve une meule et à l'extérieur les déversoirs contournant le moulin[32] ;
- La tonnellerie Nadalié, installée à Ludon depuis 1943[1] ;
- Les haras du Phalot : dans ce domaine du début du XXe siècle étaient dressés des chevaux destinés aux courses de l'hippodrome du Bouscat et de Maisons-Laffitte[1] ;
- La rue Lafont.

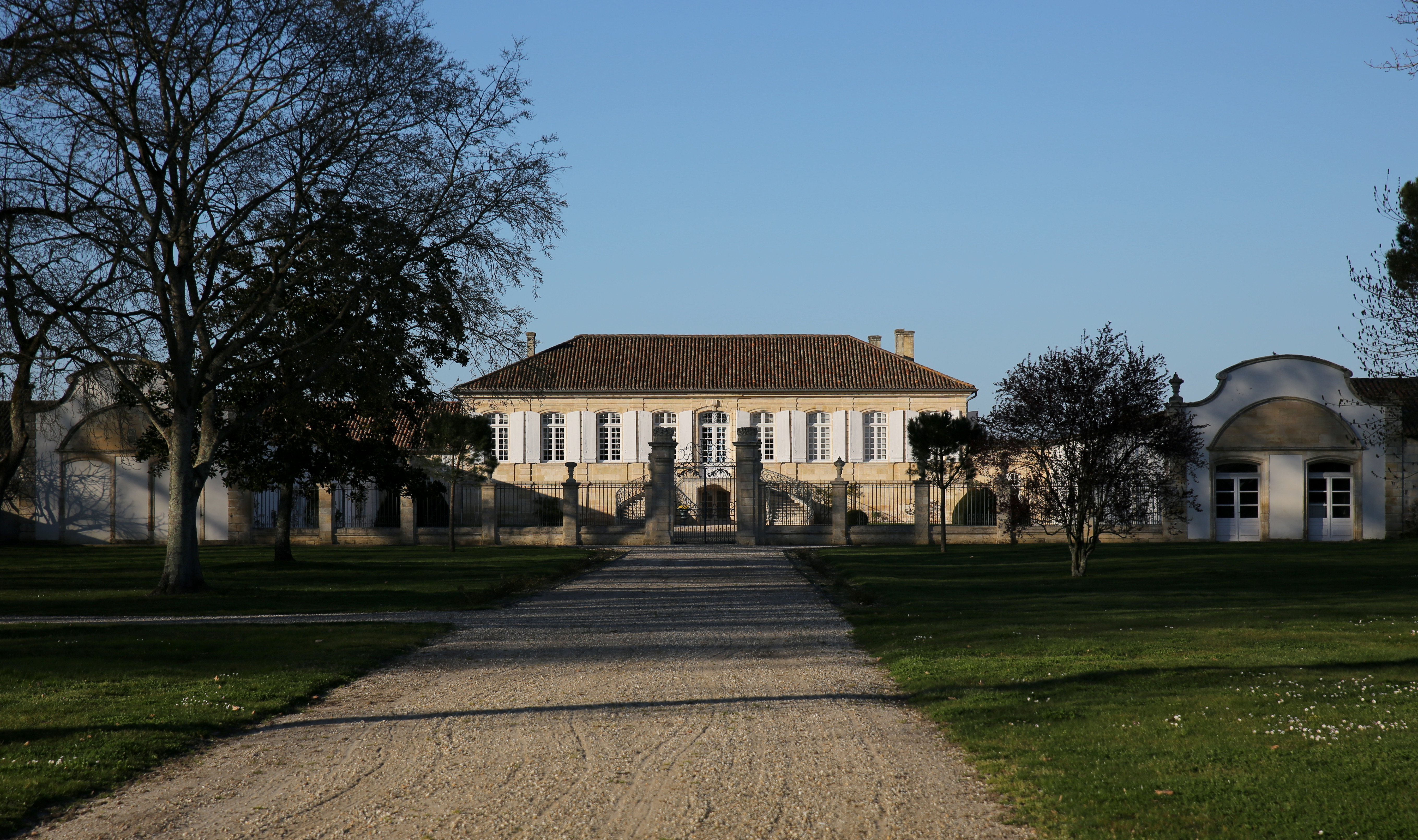
Château La Lagune.
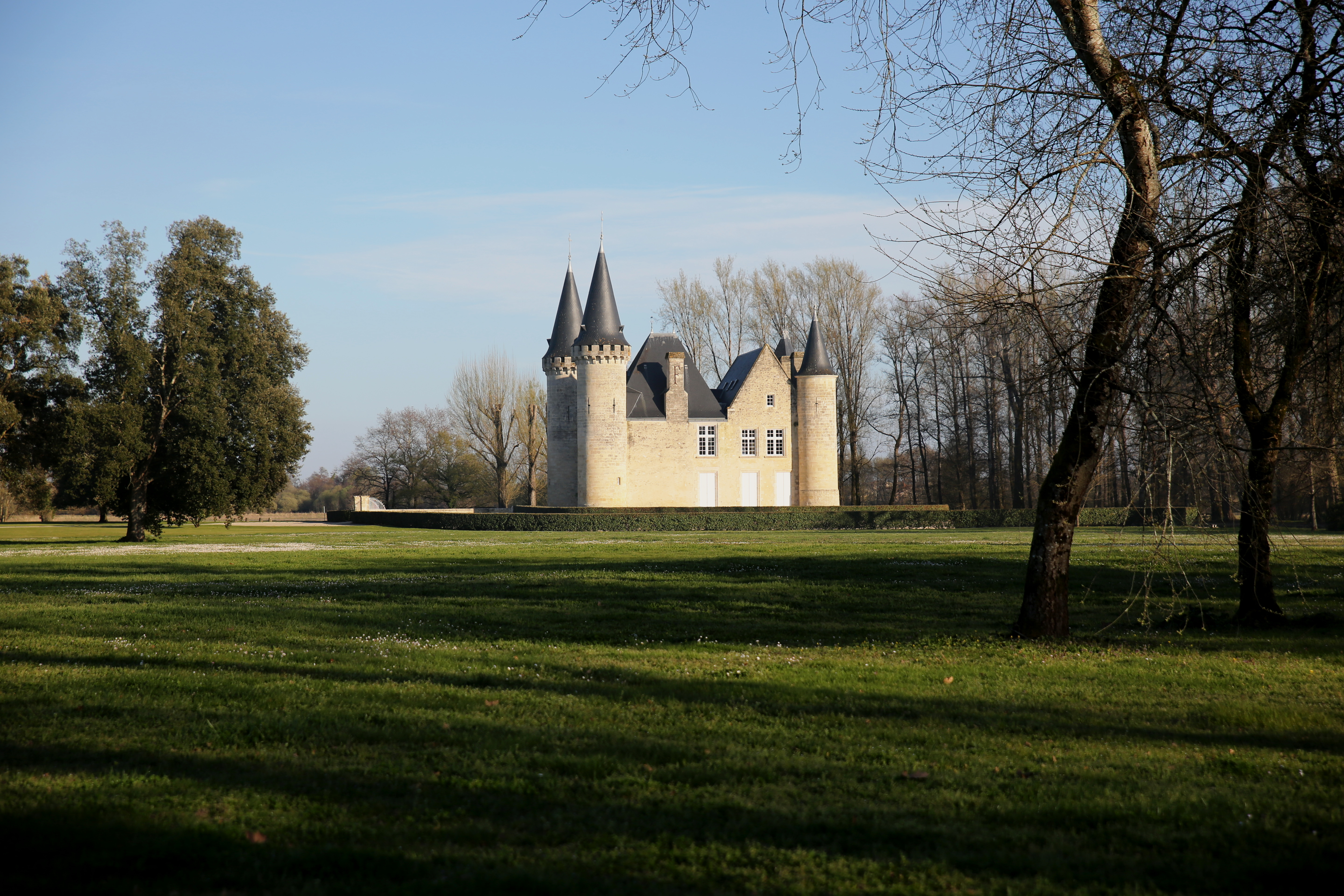
Château d'Agassac.
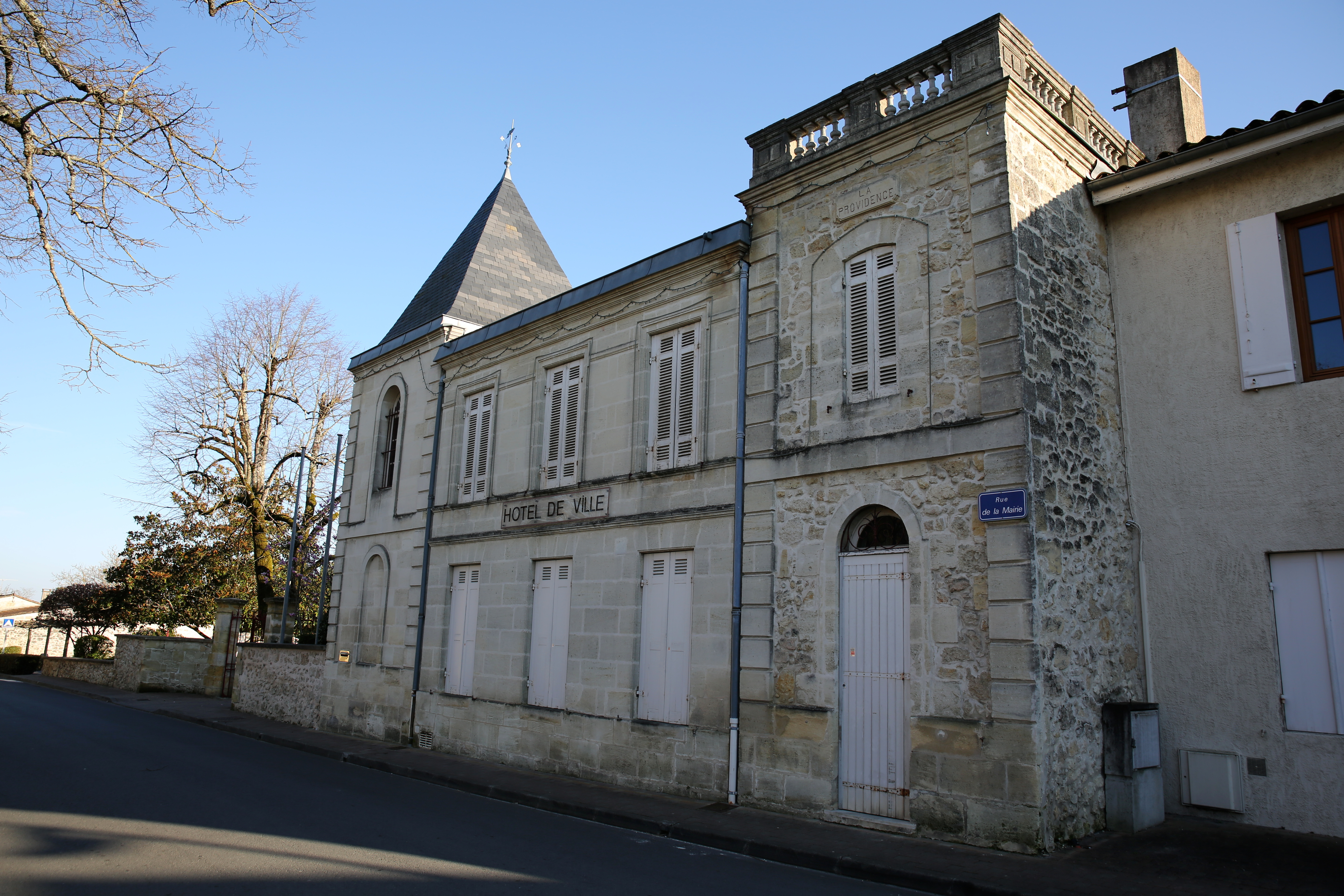
La providence.
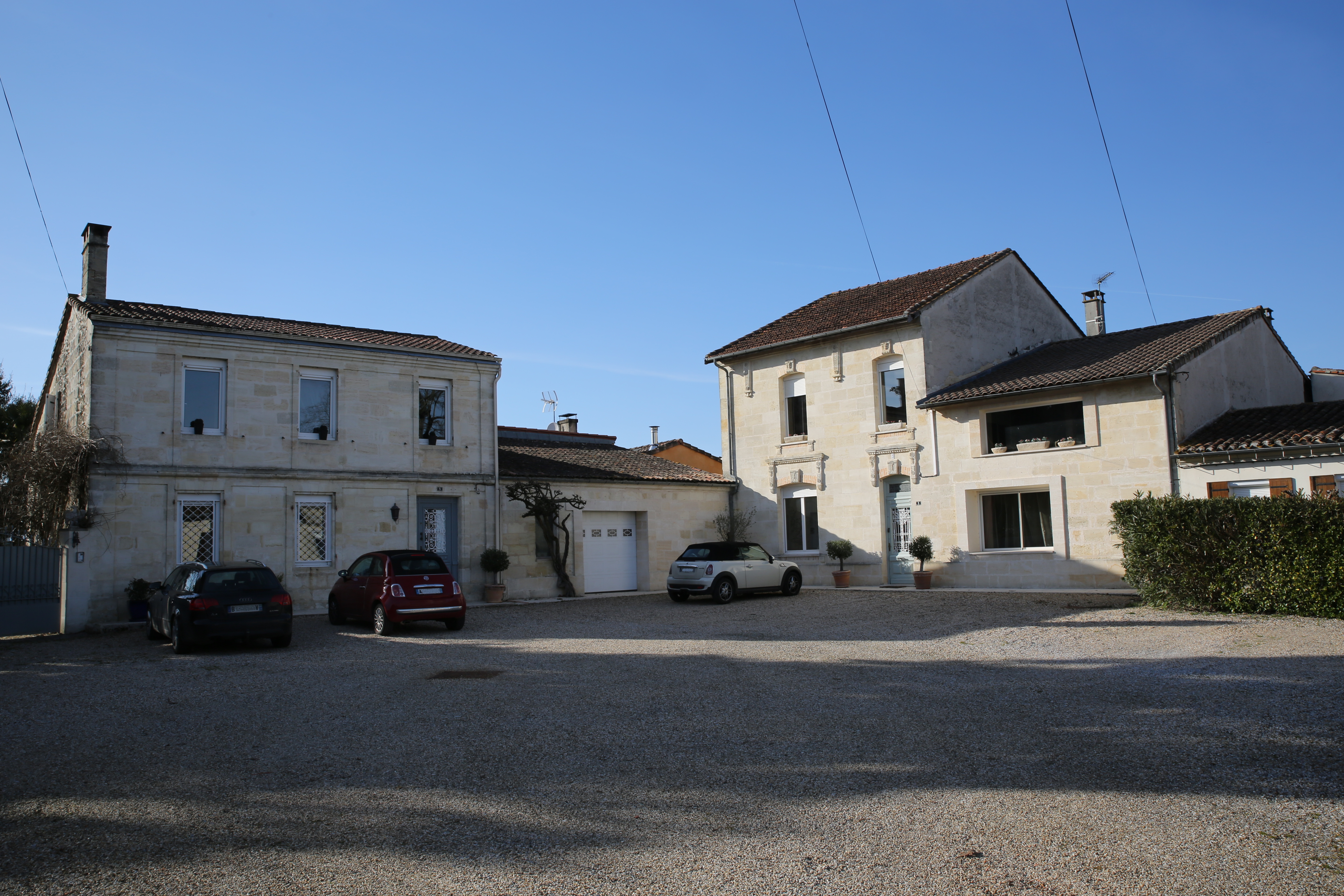
Maisons.
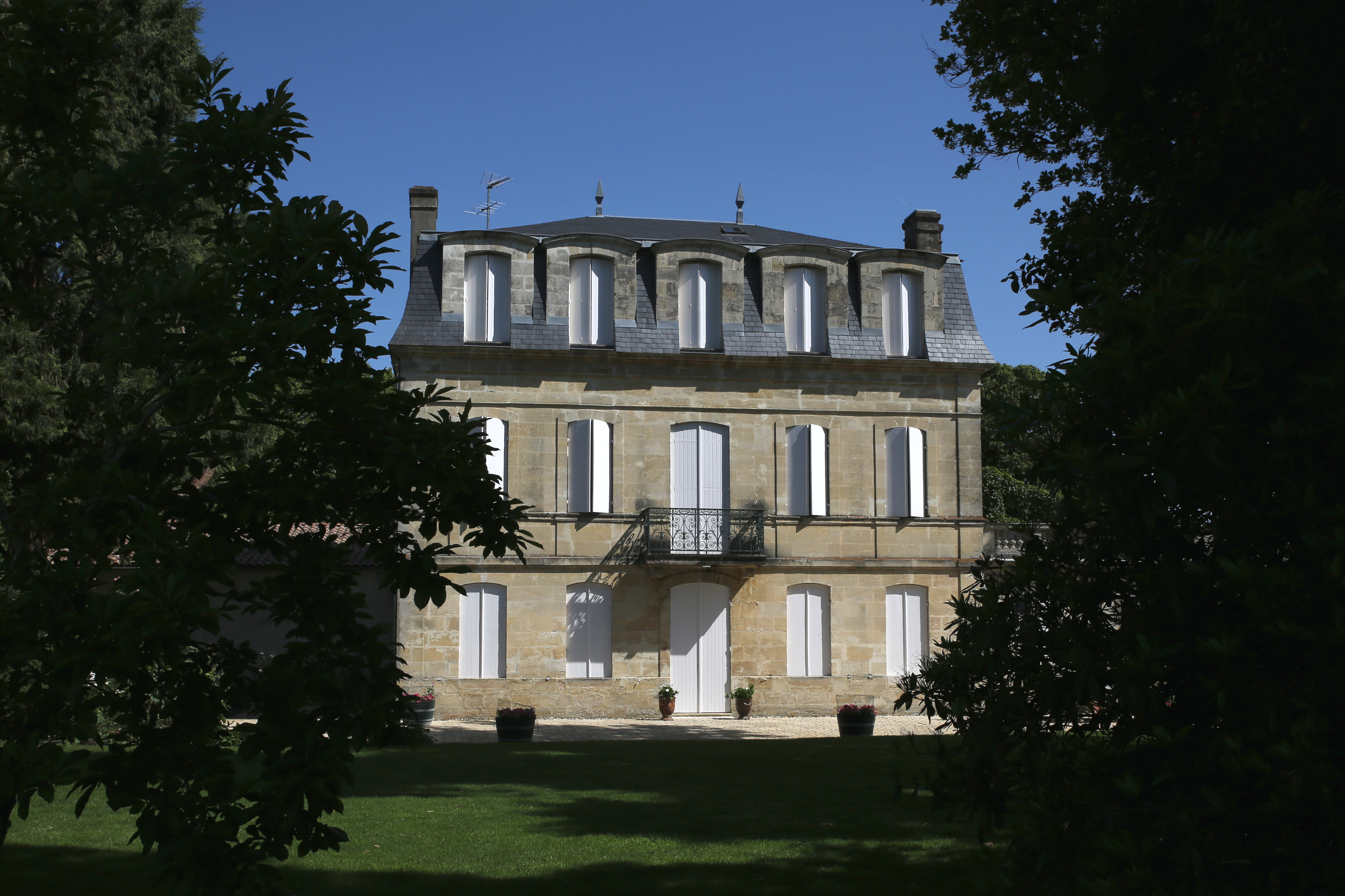
Château Paloumey.

Le château d'Arche, qui a été acheté par la municipalité ludonnaise le 30 août 2014, accueille aujourd'hui l'hôtel de Ville.

### Personnalités liées à la commune
- Le baron Astolphe de Nexon (1817-1876)[1], éleveur de chevaux et viticulteur[33],[34].
- Le baron Robert de Nexon (1892-1967)[1], président de la Maison Chanel, éleveur de chevaux et viticulteur[33],[34]

Claude Richier député de la Gironde en 1848
Benoit SIMIAN élu député de la Gironde en 2017

### Héraldique
| Blason de Ludon-Médoc | Blason  | Écartelé : au 1er d'argent au château de gueules flanqué de deux tourelles girouettées du même, ouvert, ajouré et maçonné de sable, au 2e de sinople à la vache d'or, colletée et clarinée de gueules, au 3e de sinople au cep de vigne d'or, sur son échalas du même et fruité de cinq pièces de gueules, trois à dextre et deux à senestre, au 4e d'argent au fût de canon de gueules posé en pal ; sur le tout, d'azur à la fleur de lys d'or et à la bordure d'argent. |
| Blason de Ludon-Médoc | Détails | Création de Yan de Siber adoptée par la municipalité en 1975. |